# Mohand Oulhadj
Pour les articles homonymes, voir Mohand.
 (novembre 2023).
Mohand Oulhadj (en kabyle : Muḥend Ulḥaǧ), de son vrai nom Akli Mokrane, né le 7 mars 1911 à Bouzeguène en Algérie et mort le 2 décembre 1972 à Paris, est un colonel de l'armée de libération nationale et chef de la Wilaya III (Kabylie) durant la guerre d'indépendance de l'Algérie.
Successeur du colonel Amirouche Aït Hamouda, il est surnommé par ses ennemis « Le Vieux Renard » (pour son intelligence) et « Amghar » (Le Sage, pour sa sagesse) par ses amis et ses frères de combat.

## Scolarité et militantisme
Il suit des études primaires à l’école d’Ait-Ikhlef où il se distingue parmi ses camarades et est apprécié par ses enseignants pour son intelligence et sa volonté d’apprendre. Sa scolarité s’arrête au certificat d’étude, qu’il obtient en 1926 à Michelet (Ain-El-Hamam).
Mohand Oulhadj entre alors dans la vie active en aidant son père dans sa forge. Poussé par le besoin, il émigre en France où il travaille dans une usine. Mais son séjour en France est de courte durée. Il rejoint d’abord Sétif en compagnie de ses deux cousins Ameziane et Hemiche, où il mène une vie militante au sein de la formation de Ferhat Abbas. En 1943, il regagne Alger où il est employé à l’usine de Sochina (actuel Biotic), sise au Gué de Constantine en qualité de contremaître. 
En 1947, il retrouve son village natal de Bouzeguène pour s’occuper de l’assistance judiciaire de ses cousins, Md Ameziane et Hemiche, condamnés par le tribunal de Constantine à la peine capitale pour « atteinte à la sûreté de l’état », lors des massacres de 8 mai 1945. Ces derniers ne seront libérés qu’au lendemain de cessez-le-feu. 
En 1948, il s’installe à Ighil Bouammas, pour se consacrer au commerce (matériaux de construction et produits alimentaires).
Mohand Oulhadj est élu président de la Djamaa (assemblée) d’Akfadou.

## La guerre d'Algérie
Dès le début de l'année 1955, Mohand Oulhadj s'engage dans le combat, accompagné de ses trois fils et fait don à la révolution de l'ensemble de ses biens, dont une somme de sept millions de francs, une fortune à l'époque. En représailles, sa famille est emprisonnée et ses maisons brûlées par les forces coloniales.
L'engagement sans réserve de cet homme, sa personnalité, ses qualités, lui permettent de gravir rapidement les différents échelons de la hiérarchie au sein de l'ALN. Élevé au grade de commandant et adjoint politique du colonel Amirouche Aït Hamouda dès 1957, il suscite l'estime et le respect de tous et à tous les niveaux de la hiérarchie par son comportement exemplaire et sa moralité.
La France ne reste pas indifférente devant les capacités d'action et de mobilisation de cet homme dans le combat. Dès la fin 1958, alors qu'il se trouve chargé de l'intérim du poste de commandement de Wilaya (Amirouche en mission en wilaya II), l'armée française tente de l'éliminer en utilisant le même procédé que pour Mostefa Ben Boulaïd : une batterie de radio émetteur piégée. Celle-ci explose au moment de son utilisation, entraînant la mort de trois opérateurs et le blessant gravement.  
En mars 1959, il se voit confier de nouveau le rôle de chef par intérim de Wilaya III, par le colonel Amirouche Aït Hamouda en mission en Tunisie avec le colonel Si El Haouès. Ces derniers tombent dans une embuscade tendue par l'armée française à Djebel Thamer (Boussâada). Mohand Oulhadj continue d'assumer sans interruption ses fonctions jusqu'à sa nomination officielle, par l'état-major de l'ALN, au grade de colonel, chef de la Wilaya III, le 31 octobre 1959.  
L'esprit avisé du colonel Mohand Oulhadj lui permet de riposter au rouleau compresseur de l’Opération Jumelles : il réorganise les grosses compagnies et bataillons de djounouds de l'ALN en sections mobiles et pratique les techniques de la guérilla en recourant souvent à des embuscades meurtrières. 
C'est lui qui hisse symboliquement le 5 juillet 1962 le drapeau algérien à Sidi-Fredj, lieu où avaient débarqué les forces coloniales françaises le 14 juin 1830.

## Après l'indépendance
En 1962, il remet le trésor FLN de la wilaya III historique, contenant 46 kg d'or, 496 louis de 20 francs et 17 millions d'anciens francs à l'État algérien. Che Guevara, lors de sa venue en Algérie en 1963, le rencontre.
Après l'indépendance, de 1962 à 1964, il exerce dans les rangs de l'Armée nationale populaire en qualité de commandant de la 7e région militaire. En 1963, lors de la guerre des Sables, le commandant Mohand Ouladj part avec un bataillon de soldats de la wilaya III Kabyle et le colonel Ouamrane pour faire face à l'attaque marocaine,,,.
En septembre 1963, il s'inscrit comme membre du Front des forces socialistes (FFS), parti créé par Hocine Aït Ahmed. Il participe au déclenchement de la rébellion armée contre Ben Bella en Kabylie, mais n'y reste pas longtemps, ne pouvant accepter la guerre fratricide qui déchire cette région pendant des mois. Il fait partie du secrétariat exécutif du Front de libération nationale et membre du Conseil de la Révolution.
Soigné à l'hôpital militaire d'Alger, puis transféré à Paris, il décède le 2 décembre 1972 à l’âge de 61 ans. Il est enterré, à sa demande, aux côtés des siens dans son village natal Bouzeguène, en Kabylie.
En l'honneur de sa mémoire, l'université de Bouira porte son nom (université Akli-Mohand-Oulhadj), de même qu'un lycée de cette ville.

## Décorations
- Ahid de l'ordre du Mérite national d'Algérie.